# Anastasia Arnaoutoglou
Anastasia Arnaoutoglou, oppure Arnautoglu come da grafia originale nella documentazione italiana (traslitterato Arnaoutoglou; Smirne, 20 dicembre 1875 – Castelrosso, seconda metà del XX secolo), è stata un'insegnante greca con cittadinanza italiana decorata con la medaglia di bronzo al valor militare durante la seconda guerra mondiale.

## Biografia
Nata a Smirne, allora nell'impero Ottomano, la vita di Anastasia Arnautoglu si intreccia indistricabilmente con i tumultuosi eventi geopolitici che hanno coinvolto il Mediterraneo orientale all'inizio del XX secolo.
All'epoca, l'impero Ottomano controllava ancora un vasto territorio esteso dai Balcani al Medio Oriente e Nord Africa e in particolare, in Mediterraneo, comprendeva l'intera penisola dell'Anatolia e le tante isole del mare Egeo sud-orientale tra le quali si verificava una notevole mobilità.
Le isole e la zona costiera dell'Asia Minore erano popolate da una preponderante maggioranza composta da Greci cristiani ortodossi, solitamente dediti al commercio, alla navigazione e ad attività culturali, mentre l'etnia turca mussulmana era insediata nella terraferma interna, dedita all'agricoltura e alla pastorizia.
Entrambe le etnie convivevano pacificamente rispettando reciprocamente le loro diversità.
Così, terminati gli studi, Anastasia Arnautoglu nel 1903 si trasferì da Smirne all'isola di Castelrosso per svolgere il suo lavoro di maestra elementare presso la nuova sezione femminile della scuola, trovando casa nei pressi della baia del Mandracchio.
Tuttavia, con la graduale presa di potere del partito dei Giovani Turchi capeggiato da Kemal Ataturk, in terraferma si verificarono episodi violenti di intolleranza verso la comunità greca che, dopo la dissoluzione dell'impero Ottomano già fiaccato degli esiti negativi della prima guerra mondiale, sarebbero poi culminati nel 1922 con gli eccidi di Smirne contro la comunità cristiana di Greci, Armeni, Franchi.
In questo clima politico, nel 1913, la popolazione greca dell'isola di Castelrosso appoggiata anche dalla maestra Armautoglu insorse contro l'amministrazione turca nel tentativo di negoziare la propria autonomia.
In risposta, Castelrosso venne pesantemente cannoneggiata dalla dirimpettaia cittadina di Antifilo.
La Francia accorse in aiuto dei ribelli assediati, imponendo la propria sovranità sull'isola dal 1915 al 1921.
Successivamente con un accordo tra Francia e Italia, dal 1921 l'isola di Castelrosso venne annessa e integrata nel vicino possedimento delle Isole italiane dell'Egeo che già comprendeva l'isola di Rodi e Dodecaneso.
Durante la seconda guerra mondiale, l'isola di Castelrosso era presidiata da una guarnigione della Regia Marina che gestiva la stazione di vedetta di Monte Vigla ed il porto, coadiuvata dalla presenza di alcune unità di Guardia di Finanza e Carabinieri. [1]
Con l'intento di conquistare l'isola e trasformarla in un proprio avamposto avanzato nel Mediterraneo orientale, il 25 febbraio 1941 un nutrito numero di incursori inglesi sbarcò in prossimità di Punta Nifti, nella parte nord-orientale dell'isola di Castelrosso.
Allertata da rumori anomali, la guarnigione italiana si arroccava nell'antico fortino veneziano dismesso in cima a Paleocastro, mentre una pattuglia composta da due marinai, Boscolo e Troiano, veniva mandata in perlustrazione in direzione di Punta Nifti per verificare e riferire.
Oltrepassata la baia del Mandracchio e raggiunti i dintorni del cimitero, l'esigua pattuglia italiana si imbatteva improvvisamente di fronte all'avanzata degli incursori inglesi che marciando si dirigevano verso il porto.
Ne seguì un conflitto a fuoco dove il marinaio Troiano cadde immediatamente falcidiato, mentre il marinaio Boscolo veniva ferito ad un piede.
Trascinandosi, il marinaio ferito riuscì a raggiungere il più vicino nucleo abitato in riva al Mandracchio, dove abitava la maestra Arnautoglu.
Udendo i lamenti del ferito, la maestra usciva di casa per soccorrerlo mentre nel frattempo sopraggiungeva il reparto inglese.
Circondati, un soldato nemico estrasse l'arma per finire il marinaio ferito, ma intuitane l'intenzione la maestra si interponeva con impeto tra l'inglese e l'italiano salvandolo da esecuzione sommaria.
Sorpresi dall'inatteso gesto intraprendente dell'anziana maestra, gli inglesi desistettero dall'esecuzione e preso prigioniero il marinaio italiano proseguirono per la propria missione.
Dopo 5 giorni di occupazione, le forze armate italiane riuscirono a respingere gli inglesi e a riconquistare l'isola.
Al ripristino della sovranità sull'isola, in segno di riconoscenza per il suo gesto coraggioso, la maestra Anastasia Arnautoglu venne insignita della medaglia di bronzo al valor militare, cosa alquanto inusuale poiché fino ad allora questa onorificenza era normalmente riservata al solo personale militare, raramente ai civili e quasi mai ad una donna, per di più conosciuta per le simpatie in favore della causa irredentista greca. [2] [3] [4] [5]

## Onorificenze

Medaglia di bronzo al valor militare
Arnautoglu Anastasia di Demetrio e fu Callipoli Maria, da Smirne, ex insegnante.
Suddita italiana, durante i combattimenti svoltisi in un isolotto italiano nell'Egeo, assalito di forze nemiche, visto che un marinaio italiano - caduto perché ferito ad un piede - era stato circondato da un gruppo di nemici che stavano per finirlo, con magnifico gesto si para davanti al ferito ed offrendo il proprio petto, esclamó: «Non sparate, è ferito! ammazzate piuttosto me perché compireste un atto di barbarie».
Splendido esempio di generosità e di altruismo.
- Castelrosso, 25 febbraio 1941-XIX.